# Fuck Me Jesus
Fuck Me Jesus (česky Šukej mě, Ježíši) je demonahrávka švédské black metalové skupiny Marduk. Vydána byla v roce 1991 vlastním nákladem. Tou dobou kapela nehrála pouze black metal, ale inklinovala spíše k death metalu, jenž se nacházel v té době na výsluní.
21. dubna 1995 bylo demo znovu vydáno francouzským hudebním vydavatelstvím Osmose Productions po vytrvalých žádostech mnoha fanoušků jako mini-CD a 7" vinyl (vinyl v nákladu 700 kusů). Na obalu je mladá nahá žena, která se vkleče sexuálně ukájí krucifixem, symbolem křesťanů. Další reedice následovala v roce 1999 a obsahovala navíc 3 bonusové skladby (z toho dvě coververze kapely Bathory), další v roce 2006 a 2014.

## Seznam skladeb
1. "Intro/Fuck me Jesus" – 0:38
2. "Departure from the Mortals" – 3:18
3. "The Black..." – 4:04
4. "Within the Abyss" – 3:39
5. "Outro/Shut Up and Suffer" – 0:59

Reedice 1999
6. "Dark Endless (demo verze)" - 3:51
7. "In Conspiracy with Satan" (Bathory cover) - 2:16
8. "Woman of Dark Desires" (Bathory cover) - 4:30

## Sestava
- Andreas Axelsson – vokály
- Morgan Steinmeyer Håkansson – kytara
- Rikard Kalm – baskytara
- Joakim Göthberg – bicí, vokály